# Matrimonio igualitario en las Islas Malvinas
El matrimonio igualitario en las Islas Malvinas es legal desde el 29 de abril de 2017. El 30 de marzo, la Asamblea Legislativa aprobó una ley que permite que las parejas del mismo sexo se casen y el gobernador Colin Roberts otorgó el consentimiento real el 13 de abril. El territorio también reconoce las uniones civiles, abiertas tanto a parejas del mismo sexo como de diferente sexo.
Las Islas Malvinas fueron el séptimo Territorio Británico de Ultramar en legalizar el matrimonio entre personas del mismo sexo, y el tercero civil en hacerlo, después de las Islas Pitcairn y Gibraltar.

## Contexto
Reclamadas por primera vez por el Reino de Gran Bretaña en 1765, las Islas Malvinas fueron guarnecidas periódicamente por fuerzas británicas, francesas y españolas hasta 1811, cuando se retiraron todas las guarniciones. En 1833, los británicos reafirmaron su soberanía sobre las Malvinas y se invitó a la población civil a permanecer en las islas.
La Ordenanza sobre el Matrimonio de 1949, que se aplica tanto a las Islas Malvinas como a las Islas Georgias del Sur y Sandwich del Sur, se promulgó el 31 de diciembre de 1949. La ordenanza preveía la emisión de licencias de matrimonio y facultaba al gobernador de las Islas Malvinas a nombrar registradores para llevar a cabo la ceremonia de boda. La ordenanza no prohibió explícitamente el matrimonio entre personas del mismo sexo, ni definió el término "matrimonio". No obstante, un matrimonio entre personas del mismo sexo se consideraba nulo ab initio en el derecho consuetudinario y, como tal, las parejas del mismo sexo no podían contraer matrimonio en las islas. La ordenanza fue derogada en 1996 y sustituida por la «Ordenanza sobre el matrimonio de 1996», que no contenía ningún cambio con respecto al reconocimiento de las uniones entre personas del mismo sexo.

## Ley de matrimonio entre personas del mismo sexo
El 13 de mayo de 2015, el Fiscal General de las Islas Malvinas, Mark Lewis, recomendó que el Consejo Ejecutivo considere la legalización del matrimonio entre personas del mismo sexo o las uniones civiles en el territorio. El 13 de enero de 2016, luego de una consulta pública, el Consejo instruyó al Fiscal General para preparar una enmienda a la ordenanza de matrimonio de la isla para permitir los matrimonios entre personas del mismo sexo. El 90% de los participantes en la consulta apoyó el matrimonio entre personas del mismo sexo y el 94% estuvo a favor de las uniones civiles para todas las parejas.
El proyecto de enmienda del Fiscal General fue considerado por el Consejo Ejecutivo el 22 de febrero de 2017. El Consejo instruyó a Lewis para que lo publicara en el boletín oficial, comenzando así el proceso legislativo como primera lectura, así como para preparar la legislación adicional necesaria para su implementación. El 30 de marzo de 2017, la Asamblea Legislativa aprobó el proyecto de ley de matrimonio entre personas del mismo sexo por una votación de 7 a 1, desglosada de la siguiente forma:
| Votos a favor                                                                          | Votos en contra |
| -------------------------------------------------------------------------------------- | --------------- |
| 7Jan Cheek Roger Edwards Barry Elsby Ian Hansen Michael Poole Phyl Rendell Gavin Short | 1Mike Summers   |

La ley permite que las parejas del mismo sexo se casen y formen uniones civiles. Recibió la aprobación real del gobernador Colin Roberts el 13 de abril y entró en vigor el 29 de abril de 2017. Ese mismo día se llevó a cabo en Stanley un evento comunitario para celebrar la legalización del matrimonio entre personas del mismo sexo.
Las secciones 3A (1) y la sección 3B de la ordenanza sobre el matrimonio establecen:

El matrimonio de parejas del mismo sexo es lícito.

Un matrimonio entre personas del mismo sexo solemnizado en virtud de esta Ordenanza tiene y debe ser tratado de la misma manera y recibir el mismo estatus que un matrimonio entre un hombre y una mujer.

La «Ordenanza de Interpretación y Cláusulas Generales» fue enmendada para establecer que «"matrimonio" incluye un matrimonio entre personas del mismo sexo solemnizado o reconocido bajo la Ordenanza de Matrimonio de 1996», y para establecer que todas las referencias a "esposo", "esposa", "esposo y esposa", y "viuda y viudo" en todas las demás ordenanzas deben interpretarse como que incluyen a las parejas del mismo sexo. En la ley, una unión civil se define como "una relación entre un hombre y una mujer o dos personas del mismo sexo ("parejas civiles") que se forma cuando se registran como parejas civiles entre sí". Las uniones civiles realizadas en el extranjero, como en el Reino Unido, se reconocen en las Islas Malvinas.
El primer matrimonio entre personas del mismo sexo se realizó en Christina Bay, cerca de Cabo San Felipe, el 20 de noviembre de 2017.